# Condado de Greene (Indiana)
El condado de Greene (en inglés: Greene County), fundado en 1821, es uno de 92 condados del estado estadounidense de Indiana. En el año 2000, el condado tenía una población de 33 157 habitantes y una densidad poblacional de 11 personas por km². La sede del condado es Bloomfield. El condado recibe su nombre en honor a Nathanael Greene. 

## Geografía
Según la Oficina del Censo, el condado tiene un área total de 1414 km², de la cual 1403 km² es tierra y 11 km² (0.77%) es agua.

### Condados adyacentes
- Condado de Clay (norte)
- Condado de Owen (norte)
- Condado de Monroe (este)
- Condado de Lawrence (sureste)
- Condado de Martin (sur)
- condado de Daviess (sur)
- Condado de Knox (suroeste)
- Condado de Sullivan (oeste)

## Demografía
Según la Oficina del Censo en 2000, los ingresos medios por hogar en el condado eran de $33 998 y los ingresos medios por familia eran $41 523. Los hombres tenían unos ingresos medios de $32 309 frente a los $21 749 para las mujeres. La renta per cápita para el condado era de $16 834. Alrededor del 11.00% de la población estaban por debajo del umbral de pobreza.

## Transporte

### Principales autopistas
- Interestatal 69*

| - U.S. Route 231 - Ruta Estatal de Indiana 43 - Ruta Estatal de Indiana 45 - Ruta Estatal de Indiana 48 | - Ruta Estatal de Indiana 54 - Ruta Estatal de Indiana 57 - Ruta Estatal de Indiana 58 - Ruta Estatal de Indiana 59 | - Ruta Estatal de Indiana 67 - Ruta Estatal de Indiana 157 - Ruta Estatal de Indiana 445 |

## Municipalidades

### Ciudades y pueblos
- Bloomfield
- Jasonville
- Linton
- Lyons
- Newberry
- Switz City
- Worthington

### Municipios
El condado de Greene está dividido en 15 municipios:
| - Beech Creek - Cass - Center - Fairplay - Grant | - Highland - Jackson - Jefferson - Richland - Smith | - Stafford - Stockton - Taylor - Washington - Wright |